# セルゲイ・ソビャーニン
セルゲイ・セミョーノヴィチ・ソビャーニン（ソビャニン、ロシア語: Сергей Семёнович Собянин、ラテン文字転写の例：Sergei Semyonovich Sobyanin、1958年7月21日 - ）は、ロシア連邦の政治家。モスクワ市長（第3代）。チュメニ州知事、ロシア大統領府長官、副首相を歴任。

## 来歴
1958年7月21日、チュメニ州ハンティ・マンシ自治管区ベリョーゾフスキー地区 ニャクシムヴォリ（Няксимволь）に生まれる。父方の祖父のフョードル・ソビャーニンは正教古儀式派の敬虔な信徒であった。コストロマ工科大学卒業後、チェリャビンスクの大手チューブ圧延工場に就職する。
1982年、チェリャビンスクでコムソモール活動を行う。1984年にコガリム市（コガルィム、Kogalym）に戻り、同市委員会副議長を務め、経済及び税務を担当した。1986年にソ連共産党に入党。
1989年、「ロシアにおける連邦構成主体としての自治管区の法的位置」の論文で法学博士号を取得した。
1991年、コガリム市長に選出される。1993年までハンティ・マンシ自治管区行政府第一副長官を務め、1994年、同自治管区議会議長に選出された。
1996年1月、ロシア連邦議会連邦会議（上院）議員に選出される。1998年7月から上院法制、司法、法律問題委員会議長を務める。この間、1996年10月27日にハンティ・マンシ自治管区議会議長に再選された。
2000年7月12日、ウラル連邦管区大統領第一副全権代表に任命され、大統領全権代表のピョートル・ラティシェフを補佐した。
2001年1月14日、チュメニ州知事に選出される。2004年からウラジーミル・プーチン大統領の与党である統一ロシア最高会議（幹部会）のメンバー。2005年2月にチュメニ州知事に再選。
2005年11月14日、ウラジーミル・プーチン大統領は政権内の閣僚人事刷新を実施し、ドミートリー・メドヴェージェフ大統領府長官を第一副首相に、セルゲイ・イワノフ国防相の副首相兼務を発令した。メドヴェージェフの第一副首相転出に伴い、ソビャーニンは、大統領府長官に任命される。ソビャーニンの大統領府長官就任の背景には、プーチン大統領麾下のシロヴィキによるエネルギー産業の支配構想があり、西シベリアの大油田地帯を抱えるチュメニ州での辣腕ぶりを評価しての抜擢と観測される。
2008年発足の第2次ウラジーミル・プーチン内閣では副首相に横滑りし、官房長官を兼任。
2010年10月16日、メドヴェージェフ大統領よりモスクワ市長に指名され、10月21日に承認を受け正式に就任した。2012年6月にロシアでの首長選挙制度が復活し、市長選挙で信任を問う意向を任期半ばの2013年6月に表明しいったん辞任。9月8日に行われた市長選挙において51.7パーセント余りの得票率で再選された。2018年の統一地方選挙に合わせて行われた同年9月9日の市長選挙では7割を超す得票率で3選。
2022年2月に始まったウクライナへの軍事侵攻では同年夏に親ロシア派が支配下に置くウクライナ東部ルガンスク人民共和国を訪問しているが、概ね積極的な発言はしておらず、戦争がモスクワ経済に与える影響を懸念するなど慎重な対応に徹している。
2003年度ロシア・マン・オブ・ザ・イヤー政治家部門に選出されている。イリーナ夫人との間にアンナとオリガの2女がいる。